# Хмельницкий областной краеведческий музей
Хмельницкий областной краеведческий музей (укр. Хмельницький обласний краєзнавчий музей) — областной краеведческий музей в городе Хмельницком. Крупное собрание материалов и предметов по истории и культуре Подольского края, о его известных земляках; значительный научный и культурно-просветительский центр города и области.

## Общие сведения
Хмельницкий областной краеведческий музей находится в нарядном небольшом 3-этажном доме возле центра Хмельницкого по адресу: ул. Подольская, 12.
Директор музейного заведения — Брицкая Елена Николаевна.
График работы музея: Вт. — Чт. с 9.00 до 18.00, Пт. — с 9.00 до 17.00; Сб. — ВС. с 9.00 до 18.00; Пн — выходной.

## История
Предшественник современного краеведческого музея в Проскурове был организован в 1929 году — начал свою деятельность городской музей санитарной культуры. Именно с него в 1933 году отделился как самостоятельная единица краеведческий музей.
В 1941 году, когда Проскуров стал административным центром Каменец-Подольской области, музейное учреждение в городе получило статус областного.
Вместе с переименованием Проскурова в Хмельницкий (1954 год) музейное учреждение соответственно было переименовано и получило своё современное название — Хмельницкий областной краеведческий музей.
В настоящее время (2000-е годы) Хмельницкий областной краеведческий музей известен как значительная методическая, издательская и научно-просветительская ячейка области и страны. Важное место в работе музейного учреждения занимают научно-практические конференции, археологические, естествоиспытательные и историко-этнографические экспедиции для исследования области, проведение тематических краеведческих гостиных, Дней музея, организация передвижных выставок и т.д.
Специалистами заведения, в частности местным краеведом Сергеем Есюниным, подготовлены и изданы многочисленные краеведческие разведки, сборники, фотоальбомы — «Хмельницкий футбол: история, события, статистика» (автор С. Есюнин, 2000), «Редкие насекомые края» (автор Н. Масюк). 2002), «События Освободительной войны 1648—1654 гг. на территории края» (автор В. Будяй, 2003), «Город Хмельницкий: история, события, факты» (автор С. Есюнин, 2004), «Улицы города Хмельницкого» (автор С. Есюнин, 2005), «Прогулка по Проскурову» (автор С. Есюнин, 2008) и т. д.

## Фонды, экспозиция, структура
Фонды Хмельницкого областного краеведческого музея насчитывают более 65 000 единиц хранения.
Музейная экспозиция размещена в шести залах (на первом этаже музейного помещения).
Постоянно действующие экспозиции Хмельницкого областного краеведческого музея:
- «Из сокровищницы матушки-природы»;
- «Природа родного края»;
- «Проскуров — романтика старины»;
- «В обычаях и традициях народа ты душу своего края познавай!»;
- «В пламени Великой войны».

Среди ценных собраний и экспонатов музея:
- археологическая коллекция, которая насчитывает 6,7 тысячи единиц хранения, среди которых уникальные сокровища ювелирных изделий Болоховской земли XI—XIII веков, орудия труда древних земледельцев, бытовые вещи и т. д. К уникальным предметам, которые по праву можно считать достоянием мировой культуры, относятся височные кольца, колты, ожерелья, подвески, шейные гривны, мужские перстни с княжескими знаками и т. п., языческие достопримечательности — медальон-«змеевик» и ритуальные браслеты[4];
- нумизматическая коллекция, которая составляет около 9 тысяч предметов и включает 8 кладов средневековых монет (в основном польско-литовских), разнообразные иностранные и отечественные награды;
- коллекции тканей, мебели, большое собрание отечественного фарфора конца XIX-XX веков, подольская керамика, другие старинные бытовые предметы;
- сакральные предметы — иконы, старопечатные книги и т. п.;
- оружие разных исторических эпох;
- документы, архивные материалы по истории Хмельницкой области.

Музей имеет отделы природы, истории, научно-методический, научно-массовый.